# Tripterospermum coeruleum
Tripterospermum coeruleum är en gentianaväxtart som först beskrevs av Hand.-mazz., och fick sitt nu gällande namn av H. Smith. Tripterospermum coeruleum ingår i släktet Tripterospermum och familjen gentianaväxter. Inga underarter finns listade i Catalogue of Life.